# Petrus Medmann
Petrus Medmann (* 11. November 1507 in Köln; † 18. September 1584 in Emden, begraben in der Großen Kirche) war ein deutscher Theologe und Diplomat der Reformationszeit.

## Leben
Petrus Medmann besuchte bis 1522 die Lateinschule in Emmerich, anschließend studierte er an der Universität Köln an der Artistenfakultät und erwarb den Titel magister liberalium artium (Meister der freien Künste). In Köln vollzog sich auch die Wende in seinem Leben hin zur Reformation. An der Universität lernte er Theodor Fabritius (1501–1570) kennen, der später der Führer der Evangelischen in Köln wurde. Zusammen mit Fabritius ging Medmann im Jahr 1526 nach Wittenberg an die Universität, an der Martin Luther und Philipp Melanchthon lehrten. Dort schien Medmann besonders von Melanchthon beeinflusst zu sein, dem er auch in seinem späteren Leben freundschaftlich verbunden war und mit dem er einen ausführlichen Briefwechsel pflegte.
Medmann kehrte nach einem Jahr nach Köln zurück, wo bereits die Verfolgung der Protestanten eingesetzt hatte. Medmann erlebte 1529 als Augenzeuge das Inquisitionsverhör Adolf Clarenbachs mit, der am 28. September 1529 verbrannt wurde. Die Qualen dieses Mannes hinterließen bei Medmann einen bleibenden Eindruck und prägten sein weiteres Wirken.
Im Oktober 1529 nahm Medmann an dem Religionsgespräch zwischen Luther und Zwingli in Marburg teil. Er wurde Hauslehrer am Hof des Grafen Johann III. zu Wied-Runkel und auch mit dessen Bruder, dem Grafen Hermann von Wied, Kölner Erzbischof und Kurfürst, bekannt, der zum Papst in Opposition stand und evangelische Neigungen zeigte. Medmann wurde sein geheimer Rat. Dort lernte Medmann auch Albert Ritzaeus Hardenberg kennen, der später ebenfalls in Emden wirkte. Im April 1546 sprach der Papst über Hermann von Wied den Bann aus, und auch Medmann wurde vom Papst am 10. September 1547 exkommuniziert.
Sehr wahrscheinlich durch Vermittlung des Grafen Christoph von Oldenburg, der Kölner Domherr war, wurde Medmann dessen Schwester, der Gräfin und Regentin Anna von Ostfriesland, empfohlen. So kam Medmann 1548 nach Emden. Medmann kannte bereits Johannes a Lasco, den ersten Superintendenten Ostfrieslands.
In Emden heiratete Medmann 1550 Anna Buttel, die Tochter eines angesehenen Emder Bürgers. 1553 wurde Medmann Bürgermeister in Emden und bekleidete dieses Amt ununterbrochen bis zu seinem Tode. In seine Amtszeit des reformatorischen Umbruchs war sein umsichtiges politisches Wirken von besonderer Bedeutung. Am 10. Juni 1574 legte er den Grundstein zum Bau des Emder Rathauses, ein Symbol für den Aufschwung, den die Stadt in dieser Zeit nahm.
In der Johannes a Lasco Bibliothek in Emden sind noch 87 Bücher aus Medmanns Besitz nachweisbar.